# Turkiets MotoGP 2007
Turkiets MotoGP 2007 var ett race som var det tredje loppet i 2007 års säsong.

## MotoGP
Casey Stoner vann loppet övertygande efter att ha ryckt ganska tidigt, efter en tuff fight med Valentino Rossi i loppets inledning. Bakom Stoner gjorde Toni Elías en bra insats och blev tvåa, medan tredjeplatsen gick till Loris Capirossi, efter en kamp mot Alex Barros. Rossi rasade genom fältet och blev tia, efter att ha fått blåsor i däcket. Bridgestone var helt överlägsna och tog de sex första placeringarna.

### Resultat
| Plats | Förare            | Märke         | Grid | Kvaltid  |
| ----- | ----------------- | ------------- | ---- | -------- |
| 1     | Casey Stoner      | Ducati        | 4    | 1.53,375 |
| 2     | Toni Elías        | Honda         | 10   | 1.53,835 |
| 3     | Loris Capirossi   | Ducati        | 5    | 1.53,559 |
| 4     | Alex Barros       | Ducati        | 13   | 1.54,082 |
| 5     | Marco Melandri    | Honda         | 14   | 1.54,143 |
| 6     | John Hopkins      | Suzuki        | 7    | 1.53,637 |
| 7     | Nicky Hayden      | Honda         | 6    | 1.53,613 |
| 8     | Randy de Puniet   | Kawasaki      | 9    | 1.53,706 |
| 9     | Alex Hofmann      | Ducati        | 17   | 1.54,421 |
| 10    | Valentino Rossi   | Yamaha        | 1    | 1.52,795 |
| 11    | Chris Vermeulen   | Suzuki        | 9    | 1.53,771 |
| 12    | Carlos Checa      | Honda         | 16   | 1.54,221 |
| 13    | Shinya Nakano     | Honda         | 12   | 1.53,988 |
| 14    | Makoto Tamada     | Yamaha        | 15   | 1.54,206 |
| 15    | Sylvain Guintoli  | Yamaha        | 19   | 1.54,845 |
| 16    | Kenny Roberts Jr. | Team KR-Honda | 18   | 1.54,527 |
| 17    | Colin Edwards     | Yamaha        | 2    | 1.52,944 |
| 18    | Dani Pedrosa      | Honda         | 3    | 1.52,971 |
| 19    | Olivier Jacque    | Kawasaki      | 11   | 1.53,847 |

### Pole Position och Snabbaste varv
| Pole Position   | Tid      | Snabbaste varv  | Tid      |
| --------------- | -------- | --------------- | -------- |
| Valentino Rossi | 1.52,795 | Chris Vermeulen | 1,54.026 |